# Lijst van voetbalinterlands Armenië - Moldavië
Deze lijst van voetbalinterlands is een overzicht van alle officiële voetbalwedstrijden tussen de nationale teams van Armenië en Moldavië. De landen speelden tot op heden vier keer tegen elkaar. De eerste wedstrijd was een vriendschappelijk duel op 2 februari 2000 in Larnaca (Cyprus). De laatste ontmoeting tussen beide landen was eveneens een vriendschappelijke wedstrijd en vond plaats op 4 juni 2018 in Kematen in Tirol (Oostenrijk).

## Wedstrijden
| № | Plaats           | Datum            | Competitie        | Wedstrijd          | Uitslag |
| - | ---------------- | ---------------- | ----------------- | ------------------ | ------- |
| 1 | Larnaca          | 2 februari 2000  | Vriendschappelijk | Armenië – Moldavië | 2 – 1   |
| 2 | Tiraspol         | 28 mei 2008      | Vriendschappelijk | Moldavië – Armenië | 2 – 2   |
| 3 | Jerevan          | 12 augustus 2009 | Vriendschappelijk | Armenië – Moldavië | 1 – 4   |
| 4 | Kematen in Tirol | 4 juni 2018      | Vriendschappelijk | Armenië − Moldavië | 0 − 0   |

## Samenvatting
| Competitie        | Totaal gespeeld | Winst Armenië | Gelijk | Winst Moldavië | Doelsaldo Armenië – Moldavië |
| ----------------- | --------------- | ------------- | ------ | -------------- | ---------------------------- |
| Vriendschappelijk | 4               | 1             | 2      | 1              | 5 − 7                        |
| Totaal            | 4               | 1             | 2      | 1              | 5 − 7                        |

Wedstrijden bepaald door strafschoppen worden, in lijn met de FIFA, als een gelijkspel gerekend.